# Valdemar Jensen (bokser)
 For alternative betydninger, se Valdemar Jensen. (Se også artikler, som begynder med Valdemar Jensen)
Christian Frederik Valdemar Jensen (5. juni 1877 i Hjørring – 19. november 1954 i Bergen) var en norsk bokser som vandt en guldmedalje i vægtklassen letvægt i NM 1909 for Kristiania Boxeklub og en
guldmedalje i vægtklassen mellemvægt A i NM 1912 for Bergens Atletklub.